# Bukowina (Sieradz)
Pour les articles homonymes, voir Bukowina.
Bukowina est une localité polonaise de la gmina de Błaszki, située dans le powiat de Sieradz en voïvodie de Łódź.